# Aegolipton sauteri
Aegolipton sauteri là một loài bọ cánh cứng trong họ Cerambycidae.